# 杰伦扎诺
杰伦扎诺（義大利語：Gerenzano），是意大利瓦雷泽省的一个市镇。总面积9.8平方公里，人口10192人，人口密度1040.0人/平方公里（2009年）。国家统计（ISTAT）代码为012075。